# Keroplatus tuvensis
Keroplatus tuvensis är en tvåvingeart som beskrevs av Zaitzev 1991. Keroplatus tuvensis ingår i släktet Keroplatus och familjen platthornsmyggor. Arten har ej påträffats i Sverige. Inga underarter finns listade i Catalogue of Life.